# Ryo Kubota (2001)
Ryo Kubota (窪田 稜 Kubota Ryo?, Chiba, 5 de enero de 2001) es un futbolista japonés que juega como centrocampista en el Yokohama FC.

## Trayectoria
En 2019 se unió al Zweigen Kanazawa de la J2 League.

## Clubes
| Club             | País  | Año       |
| ---------------- | ----- | --------- |
| Zweigen Kanazawa | Japón | 2019-2022 |
| FC Gifu (cedido) | Japón | 2021-2022 |
| FC Gifu          | Japón | 2023      |
| Ehime FC         | Japón | 2024-2025 |
| Yokohama FC      | Japón | 2025-     |